# Bibbo Bibbowsky
Bo "Bibbo" Bibbowsky è un personaggio di supporto nei fumetti di Superman.

## Storia editoriale
Bibbo Bibbowsky compare per la prima volta in Adventures of Superman n. 428 (maggio 1987) e fu creato da Jerry Ordway e Marv Wolfman. Fu basato su un vero amico di Jerry Ordway, Jo Jo Kaminski, descritto come "un tenerone duro come la pietra".

## Biografia del personaggio
Bibbo compare per la prima volta in un bar di Suicide Slum chiamato Ace o' Clubs. Quando Superman entra per informazioni, Bibbo, pensando che fosse un "buffone in un costume da Superman", lo colpisce al volo rompendosi una mano. Ottiene rispetto dall'Uomo d'Acciaio perché "è tosto". Successivamente si riferisce a Superman come al suo "eroe preferito".
Durante la saga dell'Eradicatore, Bibbo si allea con Lobo e Raof, un teleporta e un tributo a Nightcrawler della Marvel Comics, per vedere Lobo uccidere Superman. Lobo gli fornisce degli occhialoni speciali che avrebbero registrato la battaglia - o qualsiasi cosa che Bibbo avesse guardato. Tutti e tre sono tuttavia messi fuori gioco dal liquore di Okarran, perdendo così ogni ricordo della battaglia, che Superman vince con uno stratagemma inventato dall'artifatto dell'Eradicatore. Bibbo inoltre indossa i suoi occhialoni al contrario, così tutto ciò che registra sono le sue reazioni e i suoi commenti. Così, gli alieni che volevano che Lobo battesse Superman non hanno alcuna prova che la battaglia sia avvenuta (Adventures of Superman n. 464).
Bibbo diviene un personaggio più in vista nel fumetto quando trova un biglietto della lotteria vincente smarrito da Gangbuster e utilizza i soldi per comprare l'Ace o' Clubs e aiutare coloro che abitano a Suicide Slum.
Bibbo cerca di essere d'aiuto quando Superman rimane coinvolto nel combattimento contro Doomsday. Bibbo lavora con il Professor Hamilton in un piano per colpire Doomsday con un laser enorme, che centra il bersaglio, ma Doomsday sembra non accusarne alcun effetto.
Quando infine Doomsday e Superman si uccidono a vicenda, Bibbo è presente e aiuta Hamilton a utilizzare il dispositivo per eseguire la rianimazione cardiopolmonare su Superman, nonostante il rischio di rimanere ucciso lui stesso. Il piano fallisce e Bibbo rimane ferito. Ci riprova Hamilton, fallendo a sua volta.
Poco tempo dopo, Bibbo incontra un giovane che, dopo che la sua famiglia è stata spazzata via dalla furia omicida di Doomsday, sta platealmente vendendo souvenir commemorativi della morte di Superman durante una commemorazione pubblica dell'Uomo d'Acciaio. Dapprima arrabbiato per la mancanza di rispetto della cosa, Bibbo si sente poi triste per la perdita subita dal giovane e compra il suo intero stock per toglierlo dalla strada, offrendogli quindi un lavoro all'Ace o' Clubs. Nel periodo in cui Superman è assente, Bibbo prende a indossare una specie di "mascheramento" e aiuta la gente per la strada. In questo periodo salva un uomo dal suicidio. Tutto questo giunge anche alle orecchie di numerosi supercriminali.
Bibbo si prende brevemente cura di un cucciolo di cane bianco di nome Krypto che aveva salvato dall'annegamento, da non confondere con il cane kryptoniano omonimo. Il nome avrebbe dovuto essere "Krypton", ma l'incisore assunto da Bilbo per fare una targa con il nome fece un errore intenzionale, cercando così di estorcere più soldi da Bilbo (il prezzo accordato era per sei lettere). Bibbo prende la targa così com'è.
Un poster visibile dall'eroe Aztek indica che ad un certo punto Bibbo si batte contro l'eroe Wildcat durante un evento di beneficenza. Più avanti nella serie, l'Ace o' Clubs bar è il luogo della battaglia tra il divora forza vitale Parassita e Aztek. Bibbo e i suoi amici ignorano di proposito il combattimento, preferendo giocare a carte e confidando che altri avrebbero pensato al criminale.
In Il potere di Shazam!, Ordway introduce il Professor Bibbowsky, il fratello scienziato e pacifista di Bibbo.
Bibbo ricompare in Superman n. 679, mostrato come uno dei campioni di Metropolis sconfitti dal criminale Atlas. Da lì in poi si stabilisce che stava lavorando nell'Ace o' Clubs bar, arrivando persino a minacciare senza paura Atom Smasher per "aver detto cavolate su Sooperman".

## Altre versioni

### The Dark Side
Bibbo gioca un ruolo importante nella storia dell'universo alternativo Superman: The Dark Side. Si prend cura di Jimmy Olsen, tiene d'occhio Lois Lane e combatte contro le forze aliene invasori da Apokolips.

### Convergence
La versione pre-Ora Zero di Bibbo diviene amico della nipote di Acciaio nella storia Convergence. Nonostante il travestimento robotico, li riconosce istantaneamente.

## Altri media

### Televisione
- Bibbo comparve brevemente, interpretato da Troy Evans, come proprietario dell'Ace of Clubs nell'episodio Double Jeopardy della serie televisiva Lois & Clark - Le nuove avventure di Superman.
- Bibbo comparve nella serie animata Superman, come fonte di informazioni di Lois al porto. Nell'universo animato, Bibbo è un capitano di mare senza lavoro che frequenta la parte di Hobb's Bay di Metropolis. Comparve negli episodi L'ultimo figlio di Krypton, Il raggio verde, Una DJ pericolosa, Lo scimmiotto nello spazio, I migliori del mondo (parte prima), Metallo pesante e Ultimatum dagli abissi.
- Bibbo compare nell'episodio A partire da adesso della serie animata Justice League. Comparve tra coloro che parteciparono al funerale di Superman dopo la sua "presunta morte".
- L'Ace of Clubs di Bibbo comparve tre volte come un esclusivo locale notturno nella settima stagione, e numerose volte nell'ottava, della serie televisiva Smallville.
- Bibbo Bibbowsky comparve in Young Justice. L'episodio Schooled apre la scena in un locale di Metropolis di nome "Bibbo's", dove lo stesso Bibbo fa una breve comparsa nella cucina. Nell'episodio Happy New Year, Bibbo fu uno dei prigionieri dei Kroloteani. In Alienated, l'impostore Kroloteano si batté contro Blue Beetle, Bumblebee, e il vero Bibbo. Bibbo mostrò una strana reazione quando Blue Beetle parlò alla propria tuta.

### Film
- Bibbo Bibbowsky comparve in una scena iniziale del film Superman Returns, interpretato da Jack Larson (che interpretò Jimmy Olsen in Adventures of Superman degli anni cinquanta).
- Bibbo Bibbowsky fece un breve cammeo in L'uomo d'acciaio, interpretato da Bruce Bohne.